# Македоняни

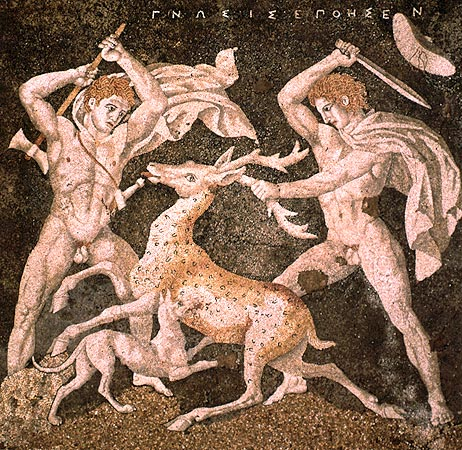
Мозаїка «Полювання на оленя», 4 ст. до н. е.

Македоняни (грец. Μακεδόνες) — стародавні племена, що жили на Алювіальній рівнині вздовж річок Аліакмон та Вардар у північно-східній частині материкової Греції. По суті, стародавні греки поступово розселялись з первісного осередку у долину Аліакмону на північ — до краю тогочасного грецького світу. Вони поглинали негрецькі племена, які зустрічали або змушували їх мігрувати, головним чином це були фракійці та іллірійці. Вони розмовляли давньомакедонською, мовою, близькою до давньогрецької або дорійського діалекту давньогрецької, також престижними були аттичний діалект та койне. Їхні релігійні вірування були такі ж, як і в інших греків, вони шанували головних богів грецького пантеону, також давні македоняни продовжували архаїчну поховальну практику, яка завершилась в інших частинах Греції після 6 ст. до н. е. На відміну від монархії, ядром македонського суспільства була шляхта. Подібна до аристократії сусідньої Фессалії, заможність шляхти давніх македонян була більша, вона базувалась, у більшості, на скотарстві та випасі коней.